# Darja Alexandrowna Nasarkina
Darja Alexandrowna Nasarkina (russisch Дарья Александровна Назаркина; englische Schreibweise Daria Nazarkina; * 28. Juli 1999) ist eine ehemalige russische Tennisspielerin.

## Karriere
Kutschmina spielte vor allem bei Turnieren der ITF Women’s World Tennis Tour, wo sie vier Titel im Doppel gewinnen konnte.

## Turniersiege

### Doppel
| Nr. | Datum              | Turnier | Kategorie   | Belag             | Partnerin               | Finalgegnerinnen                      | Ergebnis            |
| --- | ------------------ | ------- | ----------- | ----------------- | ----------------------- | ------------------------------------- | ------------------- |
| 1.  | 14. Oktober 2017   | Antalya | ITF $15.000 | Sand              | Ecaterina Vișnevscaia   | Gabriela Horáčková Ani Wangelowa      | 6:2, 6:2            |
| 2.  | 23. Dezember 2017  | Antalya | ITF $15.000 | Sand              | Anastassija Charitonowa | Andreea Roșca Gabriela Nicole Tătăruș | 7:5, 2:6, [10:8]    |
| 3.  | 3. März 2018       | Moskau  | ITF $15.000 | Hartplatz (Halle) | Anastassija Charitonowa | Olga Doroschina Darja Kruschkowa      | 6:75, 7:62, [21:19] |
| 4.  | 22. September 2018 | Antalya | ITF $15.000 | Hartplatz         | Anastassija Poplawska   | Cemre Anıl İlay Yörük                 | 6:3, 6:1            |